# Iron Man (film)
Iron Man – amerykański fantastycznonaukowy film akcji z 2008 roku na podstawie serii komiksów o superbohaterze o tym samym pseudonimie wydawnictwa Marvel Comics. Za reżyserię odpowiadał Jon Favreau na podstawie scenariusza Arthura Marcuma i Matthew Hollawaya oraz Marka Ferqusa i Hawka Ostby’ego. W tytułową rolę zagrał Robert Downey Jr., a obok niego w głównych rolach wystąpili: Terrence Howard, Jeff Bridges, Shaun Toub i Gwyneth Paltrow.
Główny bohater, Tony Stark, przemysłowiec i inżynier, buduje bojowy egzoszkielet wspomagany i staje się korzystającym z tego pancerza superbohaterem zwanym „Iron Manem”.
Iron Man wchodzi w skład I Fazy Filmowego Uniwersum Marvela. Jest to pierwszy film należący do tej franczyzy i tworzy on jej pierwszy rozdział zatytułowany Saga Nieskończoności. Powstały jego dwie kontynuacje: Iron Man 2 z 2010 i Iron Man 3 z 2013 roku.
Światowa premiera filmu miała miejsce 14 kwietnia 2008 roku w Sydney. W Polsce zadebiutował on 30 kwietnia tego samego roku. Przy budżecie 140 milionów dolarów Iron Man zarobił ponad 585 milionów dolarów. Film otrzymał również pozytywne oceny od krytyków, a w 2022 roku został wprowadzony do Narodowego Rejestru Filmowego Stanów Zjednoczonych jako film „znaczący kulturowo, historycznie bądź estetycznie”.

## Streszczenie
Geniusz, miliarder i playboy, Tony Stark, który odziedziczył po ojcu firmę zbrojeniową Stark Industries, znajduje się razem z przyjacielem, pułkownikiem Jamesem Rhodesem, w bazie wojskowej w Afganistanie, gdzie prezentuje swój najnowszy pocisk – „Jerycho”. Konwój, którym przewożony jest Stark, wpada w zasadzkę. Tony zostaje ciężko ranny, schwytany i uwięziony w jaskini przez grupę terrorystyczną Dziesięć Pierścieni. Współwięzień, Ho Yinsen, wszczepia mu w klatkę piersiową elektromagnes, aby ten blokował odłamkom granatu dostęp do serca. Lider Dziesięciu Pierścieni, Raza, oferuje Starkowi wolność w zamian za budowę pocisku „Jerycho” .
Stark i Yinsen, którzy zdają sobie sprawę, że Raza nie dotrzyma umowy, potajemnie budują miniaturową wersję źródła energii zwanego reaktorem łukowym do zasilania elektromagnesu Starka i zbroję do pomocy w ucieczce. Kiedy zbroja jest bliska ukończenia, członkowie Dziesięciu Pierścieni odkrywają zamiary Starka i atakują warsztat. Yinsen poświęca życie, aby dać Starkowi czas na założenie zbroi. Opancerzony Stark wydostaje się z jaskini, podpala broń należącą do Dziesięciu Pierścieni i odlatuje. Awaryjnie ląduje na pustyni, gdzie zostaje odnaleziony przez Rhodesa, i wraca do domu. Na konferencji prasowej informuje, że Stark Industries nie będzie już zajmować się produkcją broni. Przyjaciel jego ojca i dyrektor przedsiębiorstwa, Obadiah Stane, ostrzega Starka, że ta decyzja może zniszczyć firmę. W domu Stark buduje ulepszone wersje zbroi i reaktora, nie zdradzając szczegółów Stane’owi .
Podczas imprezy charytatywnej Stark Industries reporterka Christine Everhart informuje Starka, że jego broń, w tym „Jerycho”, została dostarczona Dziesięciu Pierścieniom. Stark dowiaduje się także, iż Stane stara się przejąć firmę. Stark leci w zbroi do Afganistanu i ratuje wioskę Yinsena, Gulmirę, ale w drodze powrotnej zostaje przechwycony przez dwa amerykańskie myśliwce; wyjawia wówczas Rhodesowi swoją tożsamość, prosząc, aby przerwano atak. W tym czasie grupa Dziesięć Pierścieni odnajduje szczątki pierwszej zbroi Starka na pustyni i spotyka się ze Stane’em. Ten ogłusza i zabija Razę i jego ludzi, po czym przejmuje zbroję. Virginia „Pepper” Potts na prośbę Starka włamuje się do systemu komputerowego firmy i odkrywa, że Stane zaopatruje terrorystów w broń i zatrudnił Dziesięć Pierścieni do zabicia Starka. Następnie spotyka się z agentem Philem Coulsonem z T.A.R.C.Z.Y. i informuje go o działaniach Stane’a .
Stane nie potrafi zbudować reaktora łukowego. Wkrada się więc do domu Starka i wyjmuje reaktor z jego piersi. Stark ratuje swoje życie, używając starego reaktora, zachowanego na pamiątkę. Potts i agenci T.A.R.C.Z.Y. próbują aresztować Stane’a, ale ten atakuje ich w zbroi. Stark walczy ze Stane’em i tłumaczy Potts, jak przeciążyć duży reaktor łukowy zasilający firmę. Przeciążenie wywołuje potężną falę elektromagnetyczną. Stark wrzuca Stane’a do reaktora, powodując eksplozję, w wyniku której Stane ginie. Następnego dnia Stark podczas konferencji prasowej ujawnia, że to on jest superbohaterem, którego media nazwały „Iron Manem” .
W scenie po napisach Nick Fury, dyrektor T.A.R.C.Z.Y., odwiedza Starka w domu i mówi mu, że Iron Man nie jest jedynym superbohaterem na świecie i że chce omówić z nim „Inicjatywę Avengers” .

## Obsada
- Robert Downey Jr. jako Tony Stark / Iron Man, geniusz, biznesmen, filantrop i playboy, który skonstruował dla siebie serię bojowych pancerzy wspomaganych. Odziedziczył po ojcu majątek i firmę specjalizującą się w przemyśle zbrojeniowym o nazwie Stark Industries[6].
- Gwyneth Paltrow jako Virginia „Pepper” Potts, osobista asystentka Starka[7].
- Terrence Howard jako James „Rhodey” Rhodes, oficer sił powietrznych armii Stanów Zjednoczonych, przyjaciel Starka. Jest łącznikiem między Stark Industries a Wojskowym Departamentem ds. Zbrojeń[8].
- Jeff Bridges jako Obadiah Stane, menadżer Stark Industries, wcześniej był współpracownikiem Howarda Starka, a po jego śmierci prezesem Stark Industries, do czasu pełnoletniości Tony’ego[9][10].
- Shaun Toub(inne języki) jako Ho Yinsen, lekarz i naukowiec pochodzącym ze wsi Gulmira, położonej w środkowo-wschodnim Afganistanie[11][10].

W filmie ponadto wystąpili: Paul Bettany jako J.A.R.V.I.S., komputerowa sztuczna inteligencja stworzona przez Starka, która zarządza jego posiadłością i zbrojami; Jon Favreau jako Harold „Happy” Hogan, osobisty ochroniarz i szofer Starka; Clark Gregg jako Phil Coulson, agent T.A.R.C.Z.Y.; Leslie Bibb jako Christine Everhat, reporterka Vanity Fair; Faran Tahir jako Raza Hamidmi Al-Wazar, członek grupy terrorystycznej Dziesięć Pierścieni; Bill Smitrovich jako William Gabriel, generał sił powietrznych armii Stanów Zjednoczonych stacjonujący w Afganistanie; Sayed Badreya jako Abu Bakaar, członek Dziesięciu Pierścieni pracujący dla Razy; Peter Billingsley jako William Ginter Riva, naukowiec pracujący w Stark Industries oraz Gerard Sanders, który pojawia się na fotografii jako ojciec Tony’ego, Howard Stark.
W rolach cameo pojawili się: twórca komiksów Marvela, Stan Lee jako Hugh Hefner; gitarzysta Rage Against the Machine, Tom Morello jako jeden z terrorystów; Jim Cramer zagrał samego siebie, a w scenie po napisach Samuel L. Jackson pojawił się jako Nick Fury, dyrektor T.A.R.C.Z.Y.

## Produkcja

### Rozwój projektu

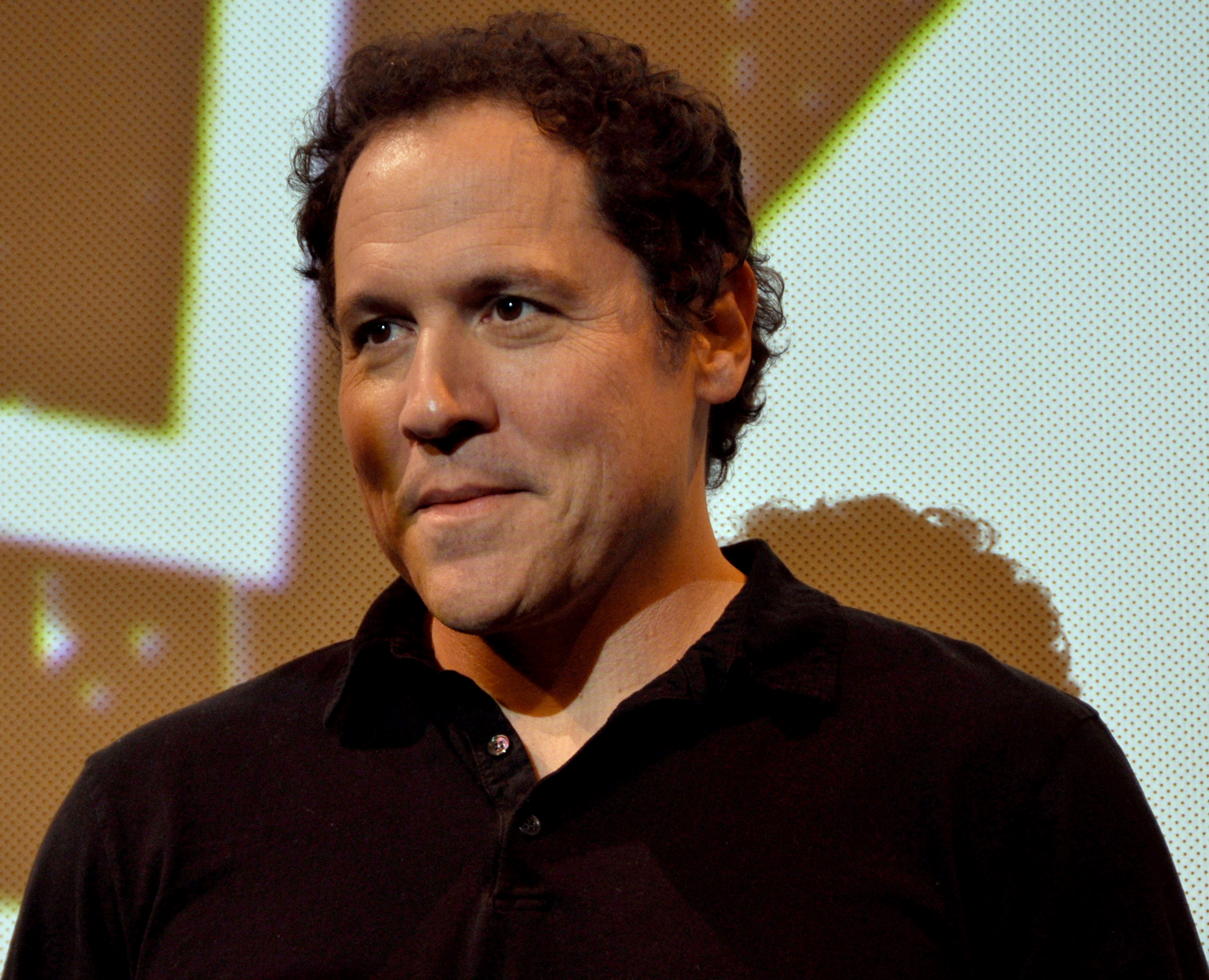
Jon Favreau, reżyser filmu i odtwórca roli Happy’ego Hogana

W 1990 roku Universal Studios zakupiło prawa filmowe do postaci Iron Mana. Studio zatrudniło Stuarta Gordona do wyreżyserowania niskobudżetowego filmu na podstawie scenariusza Edwarda Neumeiera. W 1996 roku 20th Century Fox odkupiło prawa do ekranizacji. W tym czasie Tom Cruise i Nicolas Cage byli rozważani do zagrania tytułowej roli. Jeff Vintar i Stan Lee rozpoczęli prace nad scenariuszem, a w 1999 roku Jeffrey Caine został zatrudniony do jego poprawienia. Później stanowisko reżysera i scenarzysty zaproponowano Quentinowi Tarantino. W 1999 roku Fox odsprzedał New Line Cinema prawa do ekranizacji z powodu zbyt dużej ilości projektów filmowych na podstawie superbohaterów z komiksów Marvela. Od 2000 roku nad scenariuszem pracowali między innymi: Ted Elliott i Terry Rossio; Tim McCanlies; Alfred Gough, Miles Millar i David Hayter; David S. Goyer i Mark Protosevich. W 2004 roku Nick Cassavetes został zatrudniony na stanowisku reżysera na podstawie scenariusza Gougha, Millara i Haytera. Premierę zaplanowano na 2006 rok.
W 2005 roku prawa do ekranizacji powróciły Marvel Studios, które rozpoczęło projekt od początku i poinformowano, że będzie to pierwsza niezależna produkcja studia. W kwietniu 2006 roku ujawniono, że Jon Favreau został zatrudniony na stanowisku reżysera oraz że Arthur Marcum i Matt Holloway napiszą scenariusz. Również Mark Fergus i Hawk Ostby zostali zatrudnieni do napisania innej wersji scenariusza. Ostatecznie Favreau połączył obie wersje, a John August doszlifował scenariusz. Przy pracach nad scenariuszem doradzali również scenarzyści komiksów: Mark Millar, Brian Michael Bendis, Joe Quesada, Tom Brevoort, Axel Alonso i Ralph Macchio. oraz 
Favreau miał problem z wybraniem głównego złoczyńcy w filmie. Największy przeciwnik Iron Mana, Mandaryn był dla Marka Millara za mało realistyczny. Stwierdził on, że będzie on lepszy przy kolejnych filmach. Zamiana złoczyńcy z Mandaryna na Stane’a została dokonana po obsadzeniu Jeffa Bridgesa w tej roli, który w początkowych założeniach miał być antagonistą w sequelu.

### Casting
We wrześniu 2006 roku poinformowano, że Robert Downey Jr. zagra tytułowego bohatera. Przed napisaniem scenariusza Jon Favreau zaproponował rolę Samowi Rockwellowi, ale ostatecznie się z tej propozycji wycofał. Rockwell później otrzymał angaż do filmu Iron Man 2 jako Justin Hammer. W następnym miesiącu Terrence Howard dołączył do obsady jako James Rhodes. Studio rozważało do tej roli również Dona Cheadle’, który ostatecznie zastąpił Howarda w kolejnych produkcjach franczyzy. W styczniu 2007 roku poinformowano, że Gwyneth Paltrow zagra Pepper Potts, a w lutym ujawniono, że do obsady dołączyli Jeff Bridges i Shaun Toub.

### Zdjęcia i postprodukcja

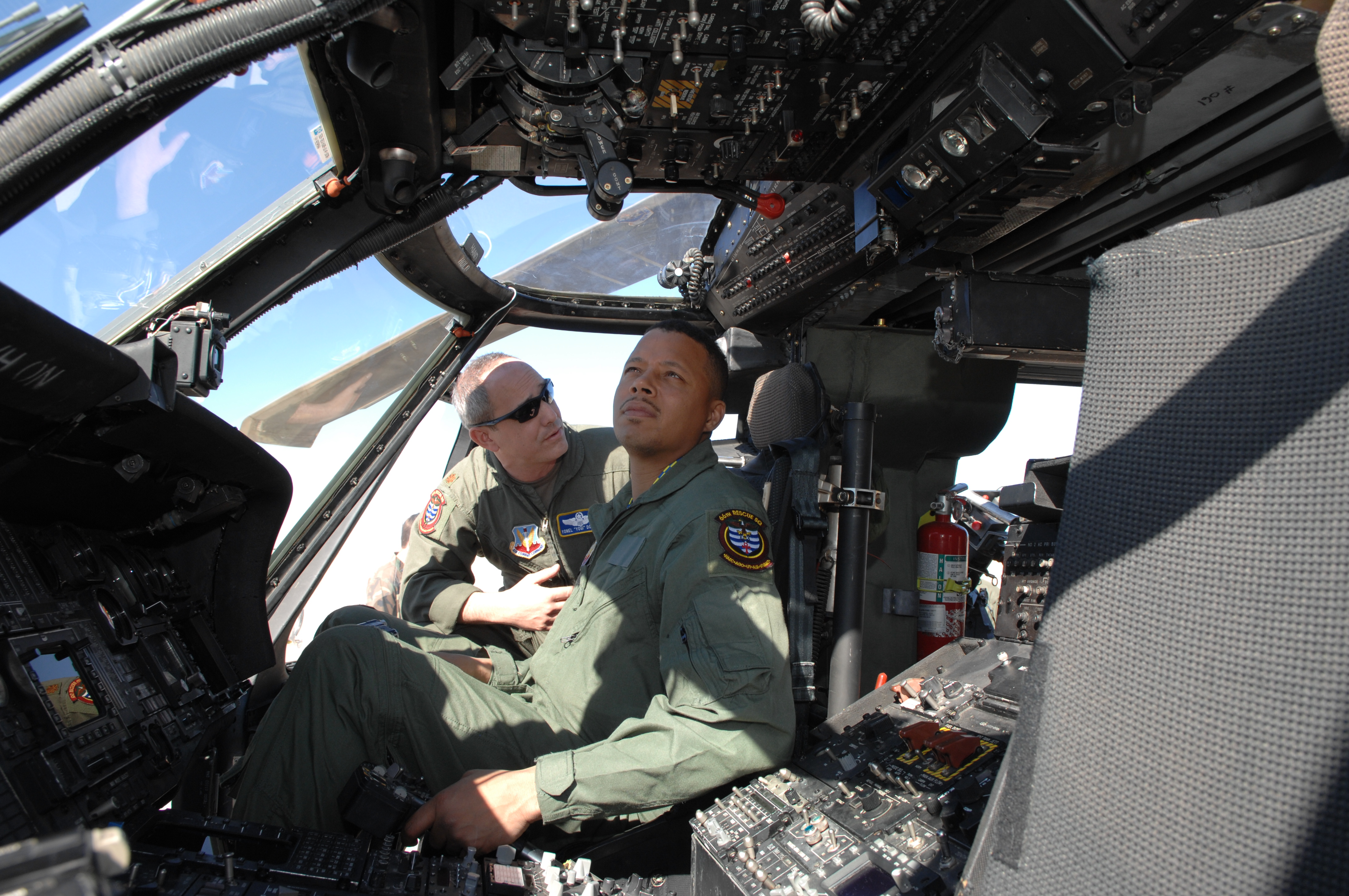
Terrence Howard na planie w bazie Edwards Air Force Base

Zdjęcia do filmu rozpoczęły się w 12 marca 2007 roku w Playa Vista Stages w Los Angeles. W pierwszych tygodniach zdjęć zrealizowano tam sceny niewoli Starka w Afganistanie, które nakręcono również w Lone Pine i Olanchi. W drugiej połowie kwietnia nakręcono sceny w bazie wojskowej Edwards Air Force Base. W czerwcu zrealizowano zdjęcia w Las Vegas. Prace na planie zakończyły się 25 czerwca. Za zdjęcia odpowiadał Matthew Libatique. Scenografią zajął się J. Michael Riva, a kostiumy zaprojektowała Laura Jean Shannon. Jon Favreau nie wybrał wschodniego wybrzeża Stanów Zjednoczonych na miejsce akcji, żeby odróżnić się od wielu innych filmów o superbohaterach.
Ze względu na nieukończony scenariusz dialogi w filmie były w dużej mierze improwizowane, co zdaniem Favreau sprawiło, że film ma bardziej naturalne brzmienie. Scena po napisach, w której przedstawiony został Nick Fury została napisana przez Briana Michaela Bendisa. Nakręcono wtedy również jej alternatywną wersję, która odnosiła się do postaci Spider-Mana i X-Menów, jednak nie została ona wykorzystana ze względu na to, że prawa do tych postaci posiadały wtedy Sony Pictures i 20th Century Fox. Zbroję Iron Mana, Mark III zaprojektował twórca komiksów Adi Granov razem z Philem Saundersem. Studio Stana Winstona zbudowało 360-kilogramową animatroniczną wersję zbroi Obadiaha Stana na potrzeby symulacji chodu, przy której do poruszenia ramienia potrzebnych było pięciu operatorów.
Montażem zajął się Dan Lebental. Efekty specjalne zostały przygotowane przez Industrial Light & Magic, The Embassy Visual Effects, The Orphanage, Pixel Liberation Front, Lola VFX i Prologue, a odpowiadał za nie John Nelson. Industrial Light & Magic zajęło się większością prac nad efektami specjalnymi. Embassy przygotowało cyfrową wersję zbroi „Mark I”.

## Muzyka
Ramin Djawadi, który jako dziecko był fanem postaci Iron Mana, został zatrudniony do skomponowania muzyki do filmu. Początkowo miał ją skomponować współpracujący z Jonem Favreau przy innych produkcjach John Debney. Favreau postrzegał Iron Mana bardziej jako gwiazdę rocka niż superbohatera, dlatego zadecydował, że w filmie będzie dominować muzyka heavymetalowa. Djawadi skomponował ścieżkę dźwiękową za gitarze, a następnie przearanżował ją na orkiestrę. Przy aranżacjach pomagał Hans Zimmer i jego firma Remote Control Productions oraz gitarzysta Rage Against the Machine, Tom Morello. Album z muzyką Djawadiego, Iron Man: Original Motion Picture Soundtrack, został wydany 29 kwietnia 2008 roku przez Lions Gate Records.
W filmie wykorzystano również muzykę tytułową Iron Mana z serii animowanej The Marvel Super Heroes z 1966 roku, zaaranżowanej w big-bandowym stylu przez Johna O’Briena i Ricka Bostona. Ponadto w filmie znalazły się również utwory: „Slept On Tony With Dirt” (Ghostface Killah) i „Back in Black” (AC/DC).
| Iron Man: Original Motion Picture Soundtrack – 2008 | Iron Man: Original Motion Picture Soundtrack – 2008 | Iron Man: Original Motion Picture Soundtrack – 2008 | Iron Man: Original Motion Picture Soundtrack – 2008 | Iron Man: Original Motion Picture Soundtrack – 2008 |
| Nr                                                  | Tytuł utworu                                        | Autor                                               | Wykonawca                                           | Długość                                             |
| --------------------------------------------------- | --------------------------------------------------- | --------------------------------------------------- | --------------------------------------------------- | --------------------------------------------------- |
| 1.                                                  | „Driving With The Top Down”                         | R. Djawadi                                          |                                                     | 3:10                                                |
| 2.                                                  | „Iron Man (2008 version)”                           | J. Urbont                                           | John O’Brien, Rick Boston                           | 1:05                                                |
| 3.                                                  | „Merchant of Death”                                 | R. Djawadi                                          |                                                     | 2:00                                                |
| 4.                                                  | „Trinkets To Kill a Prince”                         | R. Djawadi                                          |                                                     | 3:08                                                |
| 5.                                                  | „Mark I”                                            | R. Djawadi                                          |                                                     | 3:54                                                |
| 6.                                                  | „Fireman”                                           | R. Djawadi                                          |                                                     | 2:09                                                |
| 7.                                                  | „Vacation’s Over”                                   | R. Djawadi                                          |                                                     | 3:35                                                |
| 8.                                                  | „Golden Egg”                                        | R. Djawadi                                          |                                                     | 4:13                                                |
| 9.                                                  | „Damn Kid”                                          | A. Theodore, Z. Danziger, V. Alfieri                | DJ Boborobo                                         | 1:13                                                |
| 10.                                                 | „Mark II”                                           | R. Djawadi                                          |                                                     | 2:49                                                |
| 11.                                                 | „Extra Dry, Extra Olives”                           | R. Djawadi                                          |                                                     | 1:44                                                |
| 12.                                                 | „Iron Man”                                          | R. Djawadi                                          |                                                     | 3:33                                                |
| 13.                                                 | „Gulmira”                                           | R. Djawadi                                          |                                                     | 4:06                                                |
| 14.                                                 | „Are Those Bullet Holes?”                           | R. Djawadi                                          |                                                     | 2:00                                                |
| 15.                                                 | „Section 16”                                        | R. Djawadi                                          |                                                     | 2:34                                                |
| 16.                                                 | „Iron Monger”                                       | R. Djawadi                                          |                                                     | 4:45                                                |
| 17.                                                 | „Arc Reaktor”                                       | R. Djawadi                                          |                                                     | 3:56                                                |
| 18.                                                 | „Institutionalized”                                 | L. Mayorga, M. Muir                                 | Suicidal Tendencies                                 | 3:49                                                |
| 19.                                                 | „Iron Man”                                          | J. Urbont                                           |                                                     | 0:21                                                |
|                                                     |                                                     |                                                     |                                                     | 54:04                                               |

## Promocja

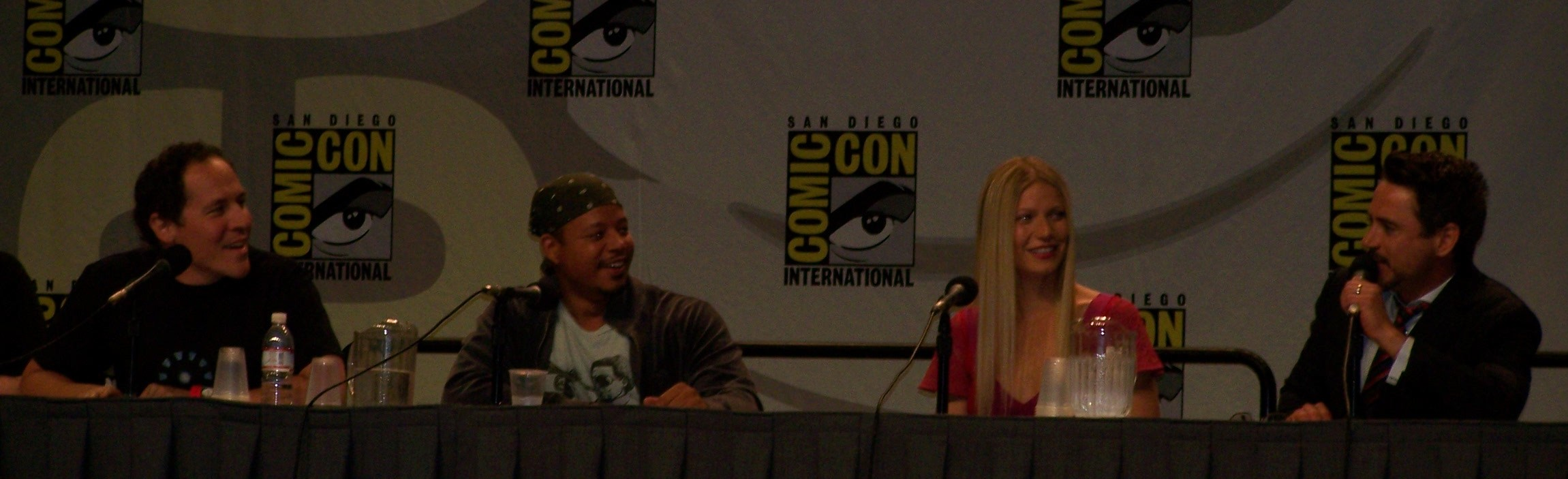
Reżyser i obsada filmu podczas San Diego Comic-Conu w 2007 roku

W lipcu 2006 roku, jeszcze na wczesnym etapie przedprodukcji filmu, Jon Favreau i Avi Arad pojawili się na panelu Marvel Studios na San Diego Comic-Conie. Rok później Favreau, Robert Downey Jr., Terrence Howard i Gwyneth Paltrow wystąpili na panelu studia na tym konwencie, gdzie zaprezentowali publiczności zwiastun filmu. Został on udostępniony 10 września. 3 lutego 2008 roku zaprezentowano spot promujący film podczas Super Bowl XLII, a 28 lutego został pokazany ostateczny zwiastun. 2 maja Sega wydała grę Iron Man. Downey Jr., Howard i Shaun Toub powtarzają swoje role z filmu. Gra została wydana na konsolach: PlayStation 2, PlayStation 3, Wii i Xbox 360, na przenośnych konsolach: PlayStation Portable i Nintendo DS, na system operacyjny Microsoft Windows oraz na telefony komórkowe.
Partnerami promocyjnymi filmu były firmy: Audi, Burger King, LG Electronics, 7-Eleven i Hasbro.
Komiksy powiązane / Przewodniki
17 i 30 września 2008 roku Marvel Comics wydało dwuzeszytowy komiks inspirowany Iron Man: Fast Friends, za którego scenariusz odpowiadał Paul Tobin, a rysunki stworzył Ronan Cliquet. Również 30 września został wydany jednozeszytowy limitowany komiks Iron Man: Security Measures, który był dostępny dla klientów sieci Walmart kupujących film na DVD. 27 stycznia i 24 lutego 2010 roku została wydana adaptacja filmu zatytułowana Iron Man: I Am Iron Man ze scenariuszem Petera Davida i rysunkami Seana Chena.
28 października 2015 roku został wydany cyfrowo Guidebook to the Marvel Cinematic Universe: Marvel’s Iron Man, który zawiera fakty dotyczące filmu, porównania do komiksów oraz informacje produkcyjne . 5 kwietnia 2017 roku udostępniono drukiem wydanie zbiorcze, w którym znalazła się także treść tego przewodnika, zatytułowana Marvel Cinematic Universe Guidebook: The Avengers Initiative.

## Wydanie
Światowa premiera filmu Iron Man miała miejsce 14 kwietnia 2008 roku w Greater Union Theater na George Street w Sydney. W wydarzeniu uczestniczyła obsada i ekipa produkcyjna filmu oraz zaproszeni specjalni goście. Premierze tej towarzyszył czerwony dywan oraz szereg konferencji prasowych.
Dla szerszej widowni film zadebiutował 30 kwietnia 2008 w Belgii, Danii, Francji, Hiszpanii, Norwegii, Meksyku, Brazylii, Singapurze, Korei Południowej, Chinach i w Polsce. Następnego dnia, 1 maja, pojawił się w Niemczech, Izraelu, Holandii, Portugalii, Rosji, Australii, Nowej Zelandii i we Włoszech. Od 2 maja dostępny był w Stanach Zjednoczonych, Kanadzie, Austrii, Indiach i Wielkiej Brytanii. W Japonii zadebiutował dopiero 27 września.
Dystrybutorem filmu było Paramount Pictures, a w Polsce United International Pictures. W 2013 roku prawa do dystrybucji zostały odkupione przez The Walt Disney Company.
Film został wydany na nośnikach DVD i Blu-ray 30 września 2008 roku w Stanach Zjednoczonych przez Paramount Home Media Distribution. W Polsce został on wydany 7 października tego samego roku przez Imperial CinePix.
2 kwietnia 2013 roku został wydany również w 10-dyskowej wersji kolekcjonerskiej Marvel Cinematic Universe: Phase One Collection, która zawiera 6 filmów Fazy Pierwszej, a 15 listopada tego samego roku został zawarty w specjalnej edycji zawierającej 23 filmy franczyzy tworzące The Infinity Saga.

## Odbiór

### Box office
Iron Man mając budżet wynoszący 140 milionów dolarów, zarobił w weekend otwarcia, debiutując w 57 krajach, prawie 97 milionów dolarów, a w Stanach Zjednoczonych i Kanadzie zarobił wtedy ponad 98 milionów dolarów. Jego łączny przychód z biletów na świecie osiągnął ponad 585 milionów dolarów, z czego w Stanach Zjednoczonych i Kanadzie prawie 320 milionów. Na rynku amerykańskim był to drugi wynik w 2008 roku po Mrocznym rycerzu.
Do największych rynków należały: Wielka Brytania (34,3 miliona), Korea Południowa (25,2 miliona), Australia (19,1 miliona), Francja (19,2 miliona), Meksyk (15,9 miliona), Chiny (15,3 miliona), Brazylia (13,5 miliona), Hiszpania (12 milionów) i Włochy (10,8 miliona). W Polsce w weekend otwarcia film zarobił prawie 250 tysięcy dolarów, a w sumie niecały milion.

### Krytyka w mediach
Film spotkał się z pozytywną reakcją krytyków. W serwisie Rotten Tomatoes 94% z 280 recenzji uznano za pozytywne, a średnia ocen wystawionych na ich podstawie wyniosła 7,7 na 10. Na portalu Metacritic średnia ważona ocen z 38 recenzji wyniosła 79 punktów na 100. Natomiast według serwisu CinemaScore, zajmującego się mierzeniem atrakcyjności filmów w Stanach Zjednoczonych, publiczność przyznała mu ocenę A w skali od F do A+.
Todd McCarthy z „Variety” napisał: „W końcu ktoś znalazł sposób jak zarobić pewne pieniądze z filmu o współczesnej wojnie na Bliskim Wschodzie. Wystarczy wysłać tam superbohatera Marvela, aby skopać im tyłki”. Kirk Honeycutt z „The Hollywood Reporter” stwierdził, że: „Iron Man może nie jest pierwszy na liście w stajni Marvel Comics, ale może być kinowym superbohaterem dla nas wszystkich”. A.O. Scott z „The New York Times” ocenił, że jest „niezwykle dobry film o superbohaterze. Albo przynajmniej – bo z pewnością ma swoje problemy – film o superbohaterze, który jest dobry w niezwykły sposób”. Dan Jolin z „Empire Magazine” napisał, że: „Downey Jr i pozostała obsada filmu są tak doskonale dopasowani, że już nie możemy się doczekać, aby kolejnej i lepszej kontynuacji”. Philip French z „The Guardian” stwierdził, że: „Efekty specjalne i tytaniczne bitwy przejmują kontrolę, a narracja i moralny zamęt królują. Szkoda, ponieważ Iron Man zapowiadał się na wczesnych etapach na coś bardziej oryginalnego lub przynajmniej trudniejszego niż większość adaptacji komiksów”. Hugh Hart z magazynu „Wired” pochwalił obsadę i napisał, że: „Downey jest tutaj siłą napędową. Szczery, ale nigdy nieszczęśliwy, zachowuje urok łotra do końca, a Iron Man znajduje serce, nie tracąc przy tym swojej bystrości”. Todd Gilchrist z IGN stwierdził, że: „jest to dokładnie to, czego Marvel chce od swoich nadchodzących adaptacji bez fanaberii, pełnych akcji, prostych przedstawień swoich bohaterów, co oznacza, że wierni fani prawdopodobnie będą usatysfakcjonowani”.
Radosław Buczkowski z Klubu Miłośników Filmu napisał, że „Iron Man jest po prostu niezobowiązującą zabawą, miejscami totalną jazdą bez trzymanki z kilkoma naprawdę widowiskowymi scenami, a wszystko to doprawione sporą ilością stojącego na niezłym poziomie humoru”. Łukasz Muszyński z portalu Filmweb stwierdził, że film: „pozbawiony jest infantylizmu, trzyma dobre tempo i ma dopalacze w postaci skrzących humorem dialogów”. Tomasz Piętowski z serwisu Stopklatka.pl napisał: „Kolejna ekranizacja komiksu odświeża nam bohatera nieco już zapomnianego, który nie utkwił tak silnie w świadomości polskiego odbiorcy, nie stał się też ikoną naszych czasów, jak Superman czy Batman. Film wpisuje się w gatunek typowego kina rozrywkowego, nie należy więc szukać tutaj specjalnych innowacji w doborze środków ani też skomplikowanej treści. Mimo wszystko tytułowy heros to postać pełnokrwista, wiarygodna i ciekawa”.

### Nagrody i nominacje
| Rok  | Ceremonia                                  | Kategoria                                                                            | Nominowani | Rezultat  | Przypis |
| ---- | ------------------------------------------ | ------------------------------------------------------------------------------------ | --- | --------- | ------- |
| 2008 | MTV Movie Awards                           | Najlepszy, póki co, film lata                                                        | Iron Man | Wygrana   | [ 84 ]  |
| 2008 | Teen Choice Awards                         | Ulubiony film akcji / przygodowy                                                     | Iron Man | Nominacja | [ 85 ]  |
| 2008 | Teen Choice Awards                         | Ulubiona aktorka filmu akcji                                                         | Gwyneth Paltrow | Nominacja | [ 85 ]  |
| 2008 | Teen Choice Awards                         | Ulubiony aktor filmu akcji / filmu przygodowego                                      | Robert Downey Jr. | Nominacja | [ 85 ]  |
| 2008 | Teen Choice Awards                         | Ulubiony czarny charakter                                                            | Jeff Bridges | Nominacja | [ 85 ]  |
| 2008 | Scream Awards                              | Najlepszy film fantastycznonaukowy                                                   | Iron Man | Wygrana   | [ 86 ]  |
| 2008 | Scream Awards                              | Ultimate Scream                                                                      | Iron Man | Nominacja | [ 86 ]  |
| 2008 | Scream Awards                              | Najlepszy aktor w filmie lub serialu fantastycznonaukowym                            | Robert Downey Jr. | Wygrana   | [ 86 ]  |
| 2008 | Scream Awards                              | Najlepsza aktorka w filmie lub serialu fantastycznonaukowym                          | Gwyneth Paltrow | Nominacja | [ 86 ]  |
| 2008 | Scream Awards                              | Najlepszy aktor drugoplanowy                                                         | Terrence Howard | Nominacja | [ 86 ]  |
| 2008 | Scream Awards                              | Najlepszy superbohater                                                               | Robert Downey Jr. | Nominacja | [ 86 ]  |
| 2008 | Scream Awards                              | Najlepszy czarny charakter                                                           | Jeff Bridges | Nominacja | [ 86 ]  |
| 2008 | Scream Awards                              | Najlepsza reżyseria                                                                  | Jon Favreau | Nominacja | [ 86 ]  |
| 2008 | Scream Awards                              | Najlepszy scenariusz                                                                 | Arthur Marcum, Matthew Hollaway, Mark Ferqus, Hawk Ostby | Nominacja | [ 86 ]  |
| 2008 | Scream Awards                              | Najlepsza adaptacja komiksu                                                          | Iron Man | Nominacja | [ 86 ]  |
| 2008 | Scream Awards                              | Najlepsze efekty specjalne                                                           | Iron Man | Nominacja | [ 86 ]  |
| 2008 | Scream Awards                              | Najlepsza kwestia                                                                    | „I am Iron Man” | Nominacja | [ 86 ]  |
| 2008 | Scream Awards                              | Najlepsza scena walki                                                                | Iron Man | Nominacja | [ 86 ]  |
| 2008 | Golden Schmoes Awards                      | Najlepsz film fantastycznonaukowy                                                    | Iron Man | Wygrana   | [ 87 ]  |
| 2008 | Golden Schmoes Awards                      | Najlepsze efekty sepcjalne                                                           | Iron Man | Nominacja | [ 87 ]  |
| 2008 | Golden Schmoes Awards                      | Największa niespodzianka                                                             | Iron Man | Wygrana   | [ 87 ]  |
| 2008 | Golden Schmoes Awards                      | Najlepszy aktor                                                                      | Robert Downey Jr. | Nominacja | [ 87 ]  |
| 2008 | Golden Schmoes Awards                      | Najfajniejsza postać                                                                 | Robert Downey Jr. jako Tony Stark / Iron Man | Nominacja | [ 87 ]  |
| 2008 | Golden Schmoes Awards                      | Najlepszy zwiastu filmowy                                                            | Iron Man | Nominacja | [ 87 ]  |
| 2008 | Golden Schmoes Awards                      | Najlepsze wydnie DVD/Blu-Ray                                                         | Iron Man | Nominacja | [ 87 ]  |
| 2008 | Golden Schmoes Awards                      | Najlepsza scena akcji                                                                | Iron Man | Nominacja | [ 87 ]  |
| 2008 | Satellite Awards                           | Najlepszy montaż                                                                     | Dan Lebental | Wygrana   | [ 88 ]  |
| 2008 | Satellite Awards                           | Najlepszy dźwięk                                                                     | Christopher Boyes | Nominacja | [ 88 ]  |
| 2008 | Satellite Awards                           | Najlepsze efekty specjalne                                                           | John Nelson, Shane Mahan, Dan Sudick, Ben Snow | Nominacja | [ 88 ]  |
| 2008 | Hollywood Film Awards                      | Najlepsze efekty specjalne                                                           | John Nelson, Ben Snow | Wygrana   | [ 89 ]  |
| 2008 | Hollywood Post Alliance Awards             | Najlepsza gradacja koloru w filmie                                                   | Steven J. Scott | Wygrana   | [ 90 ]  |
| 2008 | Hollywood Post Alliance Awards             | Najlepszy montaż                                                                     | Dan Lebental | Nominacja | [ 90 ]  |
| 2008 | Las Vegas Film Critics Society Awards      | Najlepsze efekty specjalne                                                           | Iron Man | Wygrana   | [ 91 ]  |
| 2008 | National Movie Awards                      | Najlepszy film o superbohaterach                                                     | Iron Man | Nominacja | [ 92 ]  |
| 2008 | National Movie Awards                      | Najlepszy aktor                                                                      | Robert Downey Jr. | Nominacja | [ 92 ]  |
| 2009 | People’s Choice Awards                     | Ulubiony film                                                                        | Iron Man | Nominacja | [ 93 ]  |
| 2009 | People’s Choice Awards                     | Ulubiony aktor                                                                       | Robert Downey Jr. | Nominacja | [ 93 ]  |
| 2009 | People’s Choice Awards                     | Ulubiony aktor akcji                                                                 | Robert Downey Jr. | Nominacja | [ 93 ]  |
| 2009 | People’s Choice Awards                     | Ulubiony superbohater                                                                | Robert Downey Jr. | Nominacja | [ 93 ]  |
| 2009 | Nagrody Gildii Aktorów Ekranowych          | Najlepszy zespół kaskaderski w filmie                                                | Iron Man | Nominacja | [ 94 ]  |
| 2009 | USC Scripter Awards                        | USC Libraries 21st Annual Scripter Award                                             | Mark Fergus, Hawk Ostby, Art Marcum, Matt Holloway | Nominacja | [ 95 ]  |
| 2009 | Nagroda Brytyjskiej Akademii Filmowej      | Najlepsze efekty specjalne                                                           | Shane Mahan, John Nelson, Ben Snow | Nominacja | [ 96 ]  |
| 2009 | Grammy Awards                              | Najlepsza ścieżka muzyczna w filmie kinowym, telewizyjnym lub innej formie wizualnej | Ramin Djawadi | Nominacja | [ 97 ]  |
| 2009 | Nagrody Amerykańskiej Gildii Scenografów   | Najlepsza scenografia w filmie fantasy                                               | J. Michael Riva | Nominacja | [ 98 ]  |
| 2009 | Nagrody Amerykańskiej Gildii Kostiumologów | Najlepsze kostiumy w filmie współczesnym                                             | Laura Jean Shannon, Rebecca Gregg | Nominacja | [ 99 ]  |
| 2009 | Irish Film and Television Awards           | Najlepszy aktor zagraniczny                                                          | Robert Downey Jr. | Wygrana   | [ 100 ] |
| 2009 | VES Awards                                 | Najlepsze efekty specjalnie w filmie, gdzie efekty odgrywają główną rolę             | Ben Snow, Hal Hickel, Victoria Alonso, John Nelson | Nominacja | [ 101 ] |
| 2009 | VES Awards                                 | Najlepszy pojedynczy efekt specjalny                                                 | Ben Snow, Wayne Billheimer, Victoria Alonso, John Nelson | Nominacja | [ 101 ] |
| 2009 | VES Awards                                 | Najlepiej animowana postać w filmie aktorskim                                        | Hal Hickel, Bruce Holcomb, James Tooley, John Walker | Nominacja | [ 101 ] |
| 2009 | VES Awards                                 | Najlepsze makiety i modele w filmie kinowym                                          | Aaron McBride, Russell Paul, Gerald Gutschmidt, Kenji Yamaguchi                                                                                                | Nominacja | [ 101 ] |
| 2009 | VES Awards                                 | Najlepiej wykreowane środowisko w filmie kinowym                                     | Jonathan Rothbart, Dav Rauch, Kyle McCulloch, Kent Seki | Nominacja | [ 101 ] |
| 2009 | Golden Reel Awards                         | Najlepszy montaż dźwięku w filmie pełnometrażowym – dialogi i technika ADR           | Frank E. Eulner, Michael Silvers, Marshall Winn, Karen Spangenberg, Gwendolyn Yates Whittle, John Nutt                                                         | Nominacja | [ 102 ] |
| 2009 | Golden Reel Awards                         | Najlepszy montaż dźwięku w filmie pełnometrażowym – efekty i imitacje dźwiękowe      | Christopher Boyes, Frank E. Eulner, Shannon Mills, J.R. Grubbs, Ken Fischer, James Likowski, Robert Shoup, Dennie Thorpe, Jana Vance, Ellen Heuer, Ronni Brown | Nominacja | [ 102 ] |
| 2009 | Golden Reel Awards                         | Najlepszy montaż muzyki w filmie pełnometrażowym                                     | David Klotz, Shannon Erbe, Tanya Noel Hill | Nominacja | [ 102 ] |
| 2009 | Nagroda Akademii Filmowej                  | Najlepsze efekty specjalne                                                           | John Nelson, Ben Snow, Dan Sudick, Shane Mahan | Nominacja | [ 103 ] |
| 2009 | Nagroda Akademii Filmowej                  | Najlepszy dźwięk                                                                     | Frank E. Eulner, Christopher Boyes | Nominacja | [ 103 ] |
| 2009 | Kids’ Choice Awards                        | Ulubiony film                                                                        | Iron Man | Nominacja | [ 104 ] |
| 2009 | Empire Awards                              | Najlepszy film                                                                       | Iron Man | Nominacja | [ 105 ] |
| 2009 | Empire Awards                              | Najelpszy aktor                                                                      | Robert Downey Jr. | Nominacja | [ 106 ] |
| 2009 | Empire Awards                              | Najlepszy film fantatycznonaukowy / akcji                                            | Iron Man | Nominacja | [ 107 ] |
| 2009 | Taurus World Stunt Awards                  | Najlepsza walka                                                                      | Iron Man | Wygrana   | [ 108 ] |
| 2009 | Taurus World Stunt Awards                  | Najlepsza koordynacja efektów kaskaderskich                                          | Thomas R. Harper, Phil Neilson, Keith Woulard | Nominacja | [ 108 ] |
| 2009 | Taurus World Stunt Awards                  | Najlepsza sekwencja z ogniem                                                         | Mike Justus, Damien Moreno, Timothy P. Trella | Wygrana   | [ 108 ] |
| 2009 | MTV Movie Awards                           | Najlepszy film                                                                       | Iron Man | Nominacja | [ 109 ] |
| 2009 | MTV Movie Awards                           | Najlepszy aktor                                                                      | Robert Downey Jr. | Nominacja | [ 109 ] |
| 2009 | Saturn Awards                              | Najlepszy film fantastycznonaukowy                                                   | Iron Man | Wygrana   | [ 110 ] |
| 2009 | Saturn Awards                              | Najlepszy aktor                                                                      | Robert Downey Jr. | Wygrana   | [ 110 ] |
| 2009 | Saturn Awards                              | Najlepsza aktorka                                                                    | Gwyneth Paltrow | Nominacja | [ 110 ] |
| 2009 | Saturn Awards                              | Najlepszy aktor drugoplanowy                                                         | Jeff Bridges | Nominacja | [ 110 ] |
| 2009 | Saturn Awards                              | Najlepsza reżyseria                                                                  | Jon Favreau | Wygrana   | [ 110 ] |
| 2009 | Saturn Awards                              | Najlepszy scenariusz                                                                 | Mark Fergus, Hawk Ostby, Art Marcum, Matt Holloway | Nominacja | [ 110 ] |
| 2009 | Saturn Awards                              | Najlepsza muzyka                                                                     | Ramin Djawadi | Nominacja | [ 110 ] |
| 2009 | Saturn Awards                              | Najlepsze efekty specjalne                                                           | Iron Man | Nominacja | [ 110 ] |
| 2009 | Hugo Awards                                | Najlepsza prezentacja dramatyczna – długa forma                                      | Mark Fergus, Hawk Ostby, Art Marcum, Matt Holloway, Jon Favreau                                                                                                | Nominacja | [ 111 ] |

## Kontynuacja
W 2008 roku, zaraz po premierze Iron Mana, Marvel Studios zapowiedziało kontynuację. Jeszcze w lipcu poinformowano, że Favreau powróci na stanowisku reżysera, a Justin Theroux zajmie się napisaniem scenariusza. Iron Man 2 zadebiutował w 2010 roku. W tytułowej roli powrócił Robert Downey Jr., a obok niego w głównych rolach wystąpili: Gwyneth Paltrow, Don Cheadle, Scarlett Johansson, Sam Rockwell, Mickey Rourke i Samuel L. Jackson.
W październiku 2010 roku studio oficjalnie zapowiedziało powstanie trzeciej części. W marcu 2011 rok poinformowano, że Shane Black zajmie się on reżyserią i napisze on scenariusz wspólnie z Drew Pearce’em. Iron Man 3 miał premierę w 2013 roku. Downey Jr. ponownie wcielił się w tytułowego superbohatera, a obok niego w głównych rolach wystąpili: Paltrow, Cheadle, Favreau, Guy Pearce, Rebecca Hall, Stephanie Szostak, James Badge Dale i Ben Kingsley.
Downey Jr. ponadto powtórzył rolę Tony’ego Starka / Iron Mana w filmach Avengers z 2012, Avengers: Czas Ultrona z 2015, Kapitan Ameryka: Wojna bohaterów z 2016, Spider-Man: Homecoming z 2017, Avengers: Wojna bez granic z 2018 i Avengers: Koniec gry z 2019 roku.